# Comyops nigripennis
Comyops nigripennis är en tvåvingeart som beskrevs av Wulp 1891. Comyops nigripennis ingår i släktet Comyops och familjen parasitflugor. Inga underarter finns listade i Catalogue of Life.